# Famiglia Nobel

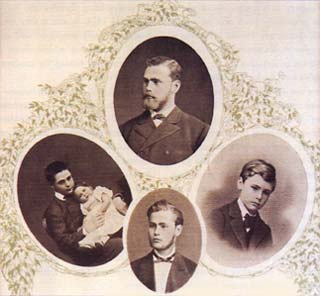
I figli di Immanuel Nobel il giovane: (dall'alto in senso orario) Robert, Alfred, Ludvig ed Emil ancora infante, 1843 circa.

La famiglia Nobel è una eminente famiglia svedese che ha notevolmente influenzato la storia della Svezia e della Russia del XIX e XX secolo.
I suoi membri hanno dato eccezionali contributi filantropici e allo sviluppo delle industrie degli armamenti e del petrolio.

## Successi
I membri della famiglia Nobel sono noti non solo per il loro interesse per l'arte ma anche per la loro capacità inventiva, che viene a volte indicata come il tratto rudbeckiano, ereditato dal loro antenato Olaus Rudbeck il Vecchio.
Immanuel Nobel il giovane, ingegnere, fu un pioniere nello sviluppo delle mine navali subacquee, disegnò alcuni dei primi motori a vapore per le navi russe, installò il primo impianto di riscaldamento centralizzato nelle case russe ed inventò il tornio utilizzato per produrre il moderno compensato.
Uno dei suoi figli, Ludvig Nobel, fu uno degli uomini più ricchi e importanti di Russia del suo tempo, fondò la The Machine-Building Factory Ludvig Nobel, una grande azienda negli armamenti e la Branobel, l'industria petrolifera russa più importante dell'epoca.
Ludvig fu il primo al mondo a varare rimorchiatori diesel e navi cisterna d'acciaio, oltre a costruire il primo oleodotto europeo.
Alfred Nobel, l'inventore della dinamite, morì senza figli e nel suo testamento destinò la maggior parte del suo patrimonio all'istituzione del Premio Nobel.
La Nobel Family Society, che non va confusa con la Nobel Foundation, è una società privata della quale possono far parte solo i discendenti di Immanuel Nobel il giovane.
La famiglia Nobel è rappresentata anche nella Cerimonia di conferimento dei Premi Nobel, tenuta ogni anno a Stoccolma.
Nel 2007, gli archivi della famiglia Nobel conservati a Lund furono inclusi nel progetto Memoria del mondo, dell'UNESCO.

## Membri
La famiglia Nobel proviene dal villaggio di Östra Nöbbelöv in Scania dal quale deriva il nome.
Il capostipite fu Petrus Olai Nobelius (1655–1707) che sposò Wendela Rudbeck (1668–1710), figlia del celebre scienziato svedese Olaus Rudbeck il Vecchio.
- Olof Nobelius (1706–1760), artista, nel 1750 ha sposato Ana Christina Wallin (1718–1787);
  - Immanuel Nobel il Vecchio (1757–1839), medico,
ha sposato prima Anna Kristina Rosell (1760–1795) ed in seconde nozze Brita Catharina Ahlberg (1770–1823);
    - Immanuel Nobel il giovane (1801–1872), ha sposato nel 1828 Andriette Ahlsell (1803–1889);[4]
      - Robert Nobel (1829–1896), pioniere dell'industria petrolifera russa,
ha sposato nel 1860 Pauline Lenngrén (1840–1918);
      - Ludvig Nobel (1831–1888), fondatore e primo presidente della Branobel,
ha sposato nel 1858 Mina Ahlsell (1832–1869) e in seconde nozze nel 1871 Edla Constantia Collin Nobel (1848–1921);
      - Alfred Nobel (1833–1896), inventore della dinamite, istituì il premio Nobel;
      - Emil Oskar Nobel (1843–1864).

### Discendenti di Robert e Pauline
- Hjalmar Immanuel Nobel (1863–1956), ha sposato nel 1923 la contessa Anna Sofia Posse (1895–1975)
- Contessa Ingeborg Sofia (1865–1939), ha sposato nel 1894 il conte Carl von Frischen Ridderstolpe (1864–1905)
- Ludvig Emanuel Nobel (1868–1946), ha sposato nel 1895 Valborg Wettergrund (1869–1940)
- Tyra Elisabeth Nobel (1873–1897)

### Discendenti di Ludvig e Mina
- Emanuel Nobel (1859–1932), secondo presidente della Branobel
- Carl Nobel (1862–1893), ha sposato Mary Landzert (1865–1928)
  - Andriette Nobel-Tydén (1890–1976), ha sposato nel 1912 Eberhard Tydén (1885–1968)
  - Mimmi Nobel-Högman (1891–1938), ha sposato nel 1914 Gustav Högman (1888–1947)
    - Ulla Mary Elisabeth (n. 1916) ha sposato nel 1939 il Barone Sigvard Gustaf Beck-Friis (n. 1913)
      - Baronessa Christina Mary Cecilia (n. 1943),
ha sposato nel 1968 il barone Jean-Claude Pierre Ferdinand Gunther Andre Lanauvre de Tartass (n. 1945)
        - Baronessa Alexandra Ulla Andre (n. 1970)

      - Barone Joachim Beck-Friis (n. 1946)
      - Baronessa Elisabeth Ulla Alice (n. 1950), ha sposato nel 1986 il barone Erik Ottoson Thott (n. 1954)

    - Tom Åke Emanuel Högman (1922–1991)
- Anna Nobel Sjögren, (1866–1935)

### Discendenti di Ludvig ed Edla
- Esther Wilhelmina (Mina) Olsen-Nobel (1873–1929)
  - Alf Igor Nobel (1898–1968), ha sposato nel 1921 Esther Mathilda Johnsen (1898–1978)
    - Hans Emanuel Nobel (n. 1922)
    - Edla (Lisle) Nordenfelt (n. 1923)
    - Claes Nobel (n. 1930)

  - Edla Nobel Claret de Fleurieu (1899–1996),
ha sposato nel 1920 Roger Daudy (1889–1933) e in seconde nozze nel 1934 il Conte Médéric Claret de Fleurieu (1893–1968)
    - Contessa Irline Aglaé Marie Nadine (n. 1935),
ha sposato nel 1956 il conte Henri Lombard de Buffières de Rambuteau (1925–1991)
      - Jean-Marie de Buffières de Rambuteau (n. 1957)
      - Marie Edla de Buffières de Rambuteau (n. 1958)
      - Claude de Buffières de Rambuteau (n. 1959), ha sposato nel 1991 Diane Claret de Fleurieu (n. 1961)
        - Astrid de Buffières de Rambuteau (n. 1991)
        - Mathilde de Buffières de Rambuteau (n. 1993)
        - Cécile de Buffières de Rambuteau (n. 1995)

      - Philibert de Buffières de Rambuteau (n. 1966)
      - Charles de Buffières de Rambuteau (n. 1968)

    - Conte Patrick Camille Alfred Claret de Fleurieu (n. 1938), ha sposato nel 1967 Anne Viguier (n. 1941)
      - Sylvie Claret de Fleurieu (n. 1968)
      - Médéric Claret de Fleurieu (n. 1969)
      - Sabine Claret de Fleurieu (n. 1971)

  - Leif Jurij Nobel (1901–1938)(m.1930) Anna Elisabeth Mellén (1905–2003)
    - Peter Nobel (n. 1931)
    - Eva Nobel, (n. 1935)
- Ludvig Alfred (Lullu) Nobel, (1874–1935)(m.1901) Mary (Minnie) Johnson (1876-1953)
  - Mary Lorna Nobel (1902-1911)
  - Manuel Ludvig Nobel (1904-1911)
  - Emanuel Percy Ludvig Alexis Nobel (1913-1987)
    - Philip Nobel (n. 1970), ha sposato nel 2007 Chantal Nobel nata Cordilhac (n. 1962)
      - Chloé Nobel (n. 2001)
- Ingrid Hildegard Nobel-Ahlqvist (1879–1929)
- Marta Helena Nobel-Oleinikoff (1881–1973) ha sposato nel 1905 Georgij Pavlovitj Oleinikoff (1864–1937)
  - Nils Nobel-Oleinikoff (1905–1990), ultimo presidente della Branobel,
ha sposato nel 1933 Herta Frieda ter Meer (1911–1939), e in seconde nozze nel 1943 Dora Ahlqvist (1906–1985)
    - Peter Nobel-Oleinikoff (n. 1937) ha sposato nel 1998 Anna von Holstein (n. 1943)
    - Nils Nobel-Oleinikoff (n. 1944) ha sposato nel 1968 Monique de Lamare-Singery (1947–1995)
      - Christianne Oleinikoff (n. 1970) ha sposato nel 2006 Bruno Ferraz-Coutinho (n. 1972)

  - Sven Nobel(-Oleinikoff)
    - Michael Nobel(-Oleinikoff)
- Rolf Nobel, (1882–1947)
- Emil Waldemar Ludvig Nobel (1885–1951)
- Gustaf Oscar Ludvig (Gösta) Nobel (1886–1951)

### Albero genealogico
|                                                 |                                                 |                                                             |                                                             |                                       |                          |                                                  |                                                  |                                                |                                                |                      |                                                                                          |                                                                                          |                                                              |                                |                                |                |                                                                    |                                                                    |                                         |                                       |                                       |                                  |                                  |                              |                              |                                                         |                                                         |
|                                                 |                                                 |                                                             |                                                             |                                       |                          |                                                  |                                                  |                                                |                                                |                      |                                                                                          |                                                                                          | NOBEL                                                        |                                |                                |                |                                                                    |                                                                    |                                         |                                       |                                       |                                  |                                  |                              |                              |                                                         |                                                         |
|                                                 |                                                 |                                                             |                                                             |                                       |                          |                                                  |                                                  |                                                |                                                |                      |                                                                                          |                                                                                          |                                                              |                                |                                |                |                                                                    |                                                                    |                                         |                                       |                                       |                                  |                                  |                              |                              |                                                         |                                                         |
|                                                 |                                                 |                                                             |                                                             |                                       |                          |                                                  |                                                  |                                                |                                                |                      |                                                                                          |                                                                                          |                                                              |                                |                                |                |                                                                    |                                                                    |                                         |                                       |                                       |                                  |                                  |                              |                              |                                                         |                                                         |
|                                                 |                                                 |                                                             |                                                             |                                       |                          |                                                  |                                                  |                                                |                                                |                      |                                                                                          |                                                                                          | Petrus                                                       |                                |                                |                |                                                                    |                                                                    |                                         |                                       |                                       |                                  |                                  |                              |                              |                                                         |                                                         |
|                                                 |                                                 |                                                             |                                                             |                                       |                          |                                                  |                                                  |                                                |                                                |                      |                                                                                          |                                                                                          |                                                              |                                |                                |                |                                                                    |                                                                    |                                         |                                       |                                       |                                  |                                  |                              |                              |                                                         |                                                         |
|                                                 |                                                 |                                                             |                                                             |                                       |                          |                                                  |                                                  |                                                |                                                |                      |                                                                                          |                                                                                          |                                                              |                                |                                |                |                                                                    |                                                                    |                                         |                                       |                                       |                                  |                                  |                              |                              |                                                         |                                                         |
|                                                 |                                                 |                                                             |                                                             |                                       |                          |                                                  |                                                  |                                                |                                                |                      |                                                                                          |                                                                                          | Olof Pedersson 1627 sp. Gertrud Mårtensdotter                |                                |                                |                |                                                                    |                                                                    |                                         |                                       |                                       |                                  |                                  |                              |                              |                                                         |                                                         |
|                                                 |                                                 |                                                             |                                                             |                                       |                          |                                                  |                                                  |                                                |                                                |                      |                                                                                          |                                                                                          |                                                              |                                |                                |                |                                                                    |                                                                    |                                         |                                       |                                       |                                  |                                  |                              |                              |                                                         |                                                         |
|                                                 |                                                 |                                                             |                                                             |                                       |                          |                                                  |                                                  |                                                |                                                |                      |                                                                                          |                                                                                          |                                                              |                                |                                |                |                                                                    |                                                                    |                                         |                                       |                                       |                                  |                                  |                              |                              |                                                         |                                                         |
|                                                 |                                                 |                                                             |                                                             |                                       |                          |                                                  |                                                  |                                                |                                                |                      |                                                                                          |                                                                                          | Petrus Olai Nobelius 1655-1707 sp. Wendela Charlotta Rudbeck |                                |                                |                |                                                                    |                                                                    |                                         |                                       |                                       |                                  |                                  |                              |                              |                                                         |                                                         |
|                                                 |                                                 |                                                             |                                                             |                                       |                          |                                                  |                                                  |                                                |                                                |                      |                                                                                          |                                                                                          |                                                              |                                |                                |                |                                                                    |                                                                    |                                         |                                       |                                       |                                  |                                  |                              |                              |                                                         |                                                         |
|                                                 |                                                 |                                                             |                                                             |                                       |                          |                                                  |                                                  |                                                |                                                |                      |                                                                                          |                                                                                          |                                                              |                                |                                |                |                                                                    |                                                                    |                                         |                                       |                                       |                                  |                                  |                              |                              |                                                         |                                                         |
|                                                 |                                                 |                                                             |                                                             |                                       |                          |                                                  |                                                  |                                                |                                                |                      |                                                                                          | Olaus (Olof) 1706-1760 sp. Ana Christina Wallin                                          | Olaus (Olof) 1706-1760 sp. Ana Christina Wallin              | Petter 1765                    | Petter 1765                    |                |                                                                    |                                                                    |                                         |                                       |                                       |                                  |                                  |                              |                              |                                                         |                                                         |
|                                                 |                                                 |                                                             |                                                             |                                       |                          |                                                  |                                                  |                                                |                                                |                      |                                                                                          |                                                                                          |                                                              |                                |                                |                |                                                                    |                                                                    |                                         |                                       |                                       |                                  |                                  |                              |                              |                                                         |                                                         |
|                                                 |                                                 |                                                             |                                                             |                                       |                          |                                                  |                                                  |                                                |                                                |                      |                                                                                          |                                                                                          |                                                              |                                |                                |                |                                                                    |                                                                    |                                         |                                       |                                       |                                  |                                  |                              |                              |                                                         |                                                         |
|                                                 |                                                 |                                                             |                                                             |                                       |                          |                                                  |                                                  |                                                | Olof 1754                                      | Olof 1754            | Immanuel Nobel il Vecchio 1757-1839 sp. Anna Kristina Rosell sp. Brita Catharina Ahlberg | Immanuel Nobel il Vecchio 1757-1839 sp. Anna Kristina Rosell sp. Brita Catharina Ahlberg | Johannes 1756-1759                                           | Johannes 1756-1759             | Petrus 1748                    | Petrus 1748    |                                                                    |                                                                    |                                         |                                       |                                       |                                  |                                  |                              |                              |                                                         |                                                         |
|                                                 |                                                 |                                                             |                                                             |                                       |                          |                                                  |                                                  |                                                |                                                |                      |                                                                                          |                                                                                          |                                                              |                                |                                |                |                                                                    |                                                                    |                                         |                                       |                                       |                                  |                                  |                              |                              |                                                         |                                                         |
|                                                 |                                                 |                                                             |                                                             |                                       |                          |                                                  |                                                  |                                                |                                                |                      |                                                                                          |                                                                                          |                                                              |                                |                                |                |                                                                    |                                                                    |                                         |                                       |                                       |                                  |                                  |                              |                              |                                                         |                                                         |
|                                                 |                                                 |                                                             |                                                             |                                       |                          |                                                  |                                                  |                                                |                                                |                      | Immanuel Nobel il Giovane 1801-1872 sp. Karolina Andriette Ahlsell                       |                                                                                          |                                                              |                                |                                |                |                                                                    |                                                                    |                                         |                                       |                                       |                                  |                                  |                              |                              |                                                         |                                                         |
|                                                 |                                                 |                                                             |                                                             |                                       |                          |                                                  |                                                  |                                                |                                                |                      |                                                                                          |                                                                                          |                                                              |                                |                                |                |                                                                    |                                                                    |                                         |                                       |                                       |                                  |                                  |                              |                              |                                                         |                                                         |
|                                                 |                                                 |                                                             |                                                             |                                       |                          |                                                  |                                                  |                                                |                                                |                      |                                                                                          |                                                                                          |                                                              |                                |                                |                |                                                                    |                                                                    |                                         |                                       |                                       |                                  |                                  |                              |                              |                                                         |                                                         |
|                                                 |                                                 |                                                             | Robert 1829-1896 sp. Pauline Lenngrén                       | Robert 1829-1896 sp. Pauline Lenngrén |                          |                                                  |                                                  |                                                |                                                | Emil Oskar 1843-1864 | Emil Oskar 1843-1864                                                                     |                                                                                          |                                                              |                                |                                |                | Ludvig 1831-1888 sp. Mina Ahlsell sp. Edla Constantia Collin Nobel | Ludvig 1831-1888 sp. Mina Ahlsell sp. Edla Constantia Collin Nobel | Alfred 1833-1896                        | Alfred 1833-1896                      |                                       |                                  |                                  |                              |                              |                                                         |                                                         |
|                                                 |                                                 |                                                             |                                                             |                                       |                          |                                                  |                                                  |                                                |                                                |                      |                                                                                          |                                                                                          |                                                              |                                |                                |                |                                                                    |                                                                    |                                         |                                       |                                       |                                  |                                  |                              |                              |                                                         |                                                         |
|                                                 |                                                 |                                                             |                                                             |                                       |                          |                                                  |                                                  |                                                |                                                |                      |                                                                                          |                                                                                          |                                                              |                                |                                |                |                                                                    |                                                                    |                                         |                                       |                                       |                                  |                                  |                              |                              |                                                         |                                                         |
| Hjalmar Immanuel 1863-1956 sp. Anna Sofia Posse | Hjalmar Immanuel 1863-1956 sp. Anna Sofia Posse | Ingeborg Sofia 1865-1939 sp. Carl von Frischen Ridderstolpe | Ingeborg Sofia 1865-1939 sp. Carl von Frischen Ridderstolpe | Tyra Elisabeth 1873-1897              | Tyra Elisabeth 1873-1897 | Ludvig Emanuel 1868-1946 sp. Valborg Wettergrund | Ludvig Emanuel 1868-1946 sp. Valborg Wettergrund | Esther Wilhelmina (Mina) Olsen-Nobel 1873-1929 | Esther Wilhelmina (Mina) Olsen-Nobel 1873-1929 | Emanuel 1859-1932    | Emanuel 1859-1932                                                                        | Ludvig Alfred (Lullu) 1874-1935 sp. Mary (Minnie) Johnson                                | Ludvig Alfred (Lullu) 1874-1935 sp. Mary (Minnie) Johnson    | Emil Waldemar Ludvig 1885-1951 | Emil Waldemar Ludvig 1885-1951 | Rolf 1882-1947 | Rolf 1882-1947                                                     | Ingrid Hildegard 1879-1929 sp. Ahlqvist                            | Ingrid Hildegard 1879-1929 sp. Ahlqvist | Gustaf Oscar Ludvig (Gösta) 1886-1951 | Gustaf Oscar Ludvig (Gösta) 1886-1951 | Carl 1862-1893 sp. Mary Landzert | Carl 1862-1893 sp. Mary Landzert | Anna Nobel Sjögren 1866-1935 | Anna Nobel Sjögren 1866-1935 | Marta Helena 1881-1973 sp. Georgij Pavlovitj Oleinikoff | Marta Helena 1881-1973 sp. Georgij Pavlovitj Oleinikoff |